# Боротьба УПА проти радянської армії
Боротьба УПА проти Радянської Армії — останній, найтриваліший і найтрагічніший період історії боротьби УПА на території західних областей Української РСР, а також частково на території східних воєводств Польщі та південно-західних областей Білоруської РСР.
З відновленням радянського режиму в Україні, УПА в 1944 році вела великомасштабні бойові дії проти радянських військ, а потім, внаслідок важких втрат, поступово перевела дії в партизанську фазу. З 1944 по 1956 роки радянськими військами і органами держбезпеки було вбито близько 155 тисяч повстанців, в тому числі ключові керівники ОУН-УПА: Роман Шухевич, Дмитро Клячківський, Олександр Луцький, Петро Олійник, та інші. Основу сил, які боролися з українським національно-визвольним рухом в 40-50-ті роки становили репресивні відомства Радянського Союзу (НКВС, НКГБ, МДБ та МВС). До них приєднувались винищувальні батальйони з тієї частини місцевого населення, яка співпрацювала з комуністами.

## Передісторія
УПА виникла на рубежі 1942/43 рр.. і першими її проявами боротьби на антирадянському фронті стала діяльність проти червоних партизан. Ще до того, як вона утворилася, ОУН-Б охарактеризувала червоних партизан як агентів «Сталіна і Сікорського» і надалі розглядала їх як «авангард московського імперіалізму». На Волині та в Східній Галичині умови діяльності для радянських партизан були особливо складними. Перешкодою організації їх руху стала швидка окупація території Західної України гітлерівцями і їх союзниками, що не дозволило обкомам партії завчасно створити підпілля. До того ж, занадто свіжою залишалася в пам'яті людей радянська окупація 1939—1941 років, щоб комуністи могли отримати в суспільстві значну підтримку. Перед радянськими підрозділами була поставлена задача знищувати загони УПА і створювати свою агентурну мережу в націоналістичному підпіллі, щоб розкладати його зсередини.
Ще восени-взимку 1943 радянські органам держбезпеки доводилося стикатися з націоналістичними організаціями на Сході України. Були виявлені ліквідовані підпільні групи, що виникли в період німецької окупації в Дніпропетровській, Запорізькій, Полтавській, Київській, Житомирській та Сталінської (нинішня Донецька) областях. Всього за радянськими даними, в результаті реалізації агентурних матеріалів ліквідовано 26 таких груп (226 учасників).
На початку 1944 року в райони діяльності УПА прийшла Червона Армія. У січні-лютому 1944 року вона зайняла значну частину Волині, війська 1-го Українського фронту силами 13-й і 60-й армій здійснили Рівненсько-Луцьку операцію, захопивши ці два обласні центри 2 лютого. На захоплених територіях радянська влада стягувала контингенти продуктів, місцевих українців масово рекрутували в Червону Армію і вже після декількох днів підготовки кидали на передову. Блискавично з'являлися адміністрації. Більшість партійних і державних кадрів становили приїжджі зі Східної України, які часто вели себе, як у завойованій країні, грубо ставлячись до місцевого українського населення. Про це свідчать численні приклади шахрайств, крадіжок і згвалтувань, скоєних радянськими службовцями. Тому, не дивно, що росла підтримка українського підпілля.
У 1944 році УПА досягла найвищого розквіту. Вона налічувала 25-30 тис. партизан. До цього також слід додати ополченців СКВ, СБ ОУН і тих, які відносяться тільки до громадянської мережі ОУН, яка існувала в значній частині українських сіл. Можна припустити, що загони УПА мали можливість мобілізації до 100 тисяч осіб.

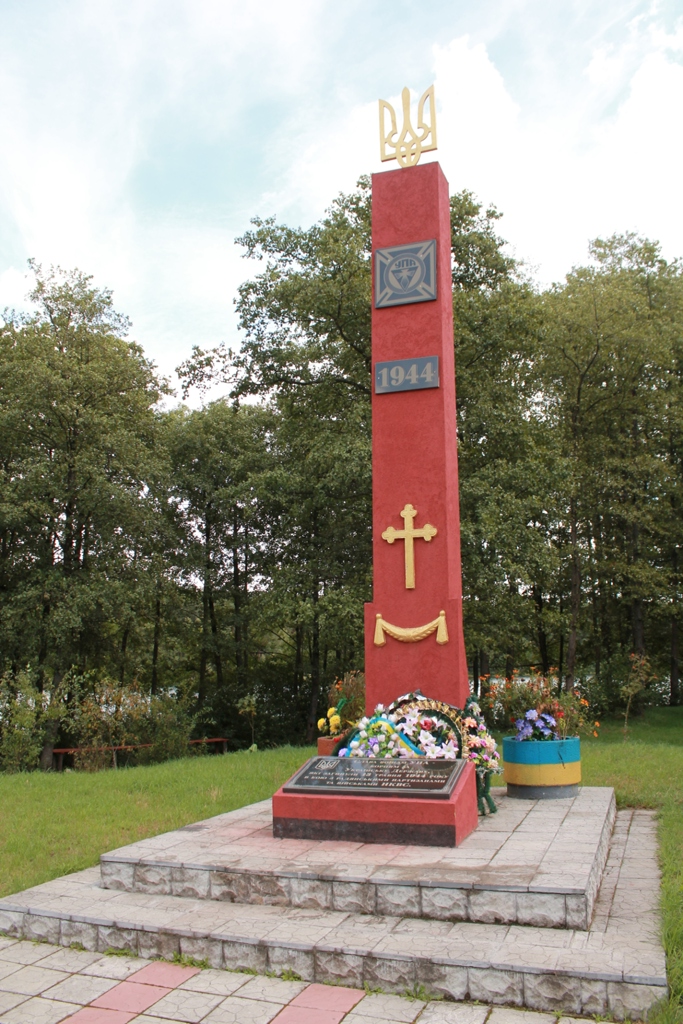
Пам'ятник бійцям УПА, загиблим в бою з радянськими партизанами, в Стриганах

Наближення Червоної армії до головних пунктів дислокації УПА поставило перед командуванням повстанців завдання розробки подальшої стратегії і тактики боротьби. Командування ухвалило рішення про перехід лінії фронту через бойові радянські порядки і вихід в їх тилові райони. Група УПА-«Південь» отримала наказ залишити Вінницьку та Кам'янець-Подільську області, де було мало лісів, і відійти на Волинь разом з двома частинами армійської групи УПА-«Схід». Частини УПА-«Північ» у другій половині січня 1944 перейшли фронт в лісосмузі Волині по лінії річок Случ та Горинь.
У самому початку 1944 року УПА виступала за те, щоб частина українців не ухилялася від мобілізації до РСЧА, а вступала б в неї з метою розкласти зсередини. Однак вже в березні 1944 року УПА закликала молодь ухилятися від призову до лав Червоної армії.
Після закінчення зими, відповідно до рішення, ухваленому на III Надзвичайному з'їзді ОУН-Б, було вирішено відправляти загони УПА в рейди вглиб СРСР: на схід України, в Білорусь і на Кавказ, піднімаючи народи на повстання проти СРСР. Хоча рейди закінчилися повною невдачею, українці не збиралися відмовлятися від боротьби. Шанс на успіх вони бачили на початку Третьої світової війни, а тому союзниками вважали Велику Британію та Сполучені Штати. Волю до боротьби занадто зміцнювала повсюдна впевненість в тому, що радянська влада переб'є або, в кращому випадку, депортує всіх жителів Західної України. Провід ОУН і командування УПА були впевнені, що комуністи готували українцям долю євреїв, і в цьому їх затверджував досвід Великого Голоду тридцятих років. Тому вони вважали, що краще загинути в бою, ніж пасивно дозволити вбити себе. Оунівці намагалися залучити в УПА не тільки українців, а й представників інших національностей, особливо військових фахівців з окруженців і військовополонених. Хоча в УПА і існували національні відділи, проте, в цілому ця спроба також провалилася.
Ще одним винаходом ОУН-УПА були підземні криївки. Систему таємних сховищ почали будувати як-раз в очікуванні приходу радянських військ. Криївки бували різних видів: склади, пункти радіозв'язку, друкарні і казарми. Будувалися вони за принципом землянок з тією різницею, що вхід був замаскований. Як правило, входом в криївку служив пень або ящик з землею, в який садили молоде дерево. Вентиляцію виводили через дерева. Для створення підземного бункера на території села чи села оунівців доводилося бути більш винахідливими. Вхід в укриття вони маскували під купи сміття, копиці сіна, колодязі, собачі будки і навіть могили. Всього за час існування УПА було побудовано 10 000 криївок.

## Хід боротьби

### Перші сутички Червоної Армії з УПА (перша половина 1944)
Таким чином, відразу ж після приходу Червоної Армії українські партизанські підрозділи взялися за бойові дії, покликані запобігти виникненню локальних комуністичних органів влади. Більшість відкритих зіткнень закінчувалися для відносно слабко підготовлених загонів УПА серйозними невдачами. Тому, намагаючись уникати боїв з регулярними військами, загони УПА нападали на мобілізаційні пункти, відділення зв'язку, інтендантські служби.
Характерним в протистоянні між Червоною армією та УПА в той час було ще й те, що керівництво УПА дало своїм відділам вказівку влаштовувати привітний прийом військам діючої Червоної армії, які займали міста і села Західної України. Це робилося для того, щоб приспати їх пильність, а потім наносити несподівані удари по штабах, базах і окремих невеликих підрозділах для поповнення запасів зброї і продуктів.
Згідно з даними Рівненського обкому партії, на території області в січні-лютому 1944 діяло 56 загонів УПА, чисельністю від 100 до 600 чоловік кожен. Загальна чисельність була 10 600 бійців. У січні-лютому 1944 року в Рівненській області радянські джерела зафіксували 154 напади на невеликі частини і окремих солдатів, в результаті чого загинуло 439 солдатів Червоної Армії. Так, наприклад, в ніч на 9 січня в Березанському районі Рівненської області в с. Белошувка оунівці вбили 13 червоноармійців, в селі Моквин (55 км. Від Рівного) отруїли 30 червоноармійців 181 стрілецької дивізії. 21 січня 1944 року на хуторі Копитово Корецького району Рівненщини УПА обстріляла групу бійців 140-ї Стрілецької Дивізії 60-ї армії, один червоноармієць загинув. 27 січня в лісі біля села Гута-Степанська загін УПА до 100 чол. напав на групу червоноармійців в кількості 15 чол. Зав'язався бій, в результаті якого було вбито 13 червоноармійців. В ніч з 6 на 7 лютого 1944 року в районі Сарн, на роз'їзді Страшеве, упівці вбили шістьох радистів і унтер-офіцера, що зупинилися на нічний привал.
Від січня до 5 березня 1944 року УПА за радянськими джерелами сім раз атакувала райцентри Рівненської області, убивши 109 радянських і партійних активістів. Вони атакували, зокрема, Деражно, Тучин, Володимирець, Морочне, Висоцьк.
12 лютого 1944 року було опубліковано перше звернення керівництва СРСР до УПА із закликом добровільно вийти з підпілля і скласти зброю. У той же час почалися масштабні операції зачистки. Осіб, запідозрених у сприянні підпіллю, вивозили вглиб СРСР. Тіла убитих часто виставляли на загальний огляд, щоб залякати інших. З цією ж метою було організовано відкриті судові процеси і публічні страти схоплених членів ОУН-Б і УПА, на які зганяли навіть школярів.
29 лютого 1944 загін УПА напав на конвой, в якому їхав зі штабу тринадцятої армії командувач 1-м Українським фронтом генерал Микола Ватутін, в результаті чого генерал був важко поранений і через місяць помер у київській лікарні. За найбільш поширеною версією, біля села Милятин Острозького району колона була обстріляна обстріляна загоном УПА під командуванням Енея (Петра Олійника). Після закінчення війни чекісти задокументували ще дві версії нападу на Миколу Ватутіна. В ході однієї з чекістських операцій 15 січня 1946 був захоплений колишній командувач групи УПА «Тютюнник» Федір Воробець (Верещака). На одному з допитів він повідомив, що напад на Миколи Ватутіна сталося в районі дії сотні Деркача, і зробили це загони Служби безпеки ОУН (СБ ОУН) сіл Міхалківци і Сіянци Островського району Рівненської області. В операції брали участь, за різними даними, від 17 до 27 бійців. Ще одну версію вбивства Миколи Ватутіна розповів в дев'яності роки минулого століття ветеран УПА Євген Басюк (Чорноморець), якого доля занесла в Ростовську область Росії. За його словами, в сутичці з охороною генерала брав участь загін чисельністю 30 чоловік під командуванням Примака (Трояна). Коли з'явилася колона, упівці розвантажували підводи обозу, раніше захопленого у червоноармійців. І по машинам вогонь відкрили спонтанно, без будь-якої засідки.
На вбивство Ватутіна радянський уряд відповів так само жорстко. Для боротьби з повстанцями в березні того ж року 1-й Український фронт виділив одну кавалерійську дивізію, посилену 20 бронеавтомобілями і 8 танками. З одного боку, це був акт помсти, а з іншого — суто практичний захід: армія повинна була очистити від антирадянських партизанів свої тили і комунікації. Крім того, до командування Червоної Армії часто зверталися з проханням про виділення військ для боротьби з ОУН-УПА місцеві партійні та радянські органи. У кожному районі був розміщений гарнізон чисельністю до батальйону, а в обласних центрах — полки Внутрішніх Військ НКВС. Загалом на боротьбу проти УПА були спрямовані більше 30 тис. солдатів НКВС. Деякі підрозділи прибували в Україну безпосередньо з Чечні і Калмикії, де тільки що закінчили депортації населення. В окремих селах були створені підлеглі НКВС винищувальні батальйони (ВБ). Для охорони залізниць прибутку десять бронепоїздів, підтримуваних десантними групами.
У березні 1944 року Совєти зафіксували 270 нападів на солдатів Червоної Армії. У квітні 1944 року характер дій повстанців різко змінився. Саме тоді війська Першого Українського фронту готувалися до наступу проти німецько-фашистських загарбників. Це не влаштовувало керівництво ОУН, і воно віддало наказ провести ряд глибоких рейдів по тилах Червоної армії. У районах на північ від залізничної лінії Ковель-Рівне-Шепетівка відбулися відкриті збройні сутички, в ході яких загони УПА зазнали значних втрат.
28 березня Микиті Хрущову повідомляли, що в ході 65 операцій було знищено 1129 учасників ОУН і УПА, до 7 квітня це число зросло до 2,6 тисяч убитих і 3256 взятих в полон. Власні втрати склали 112 убитих і 90 поранених.

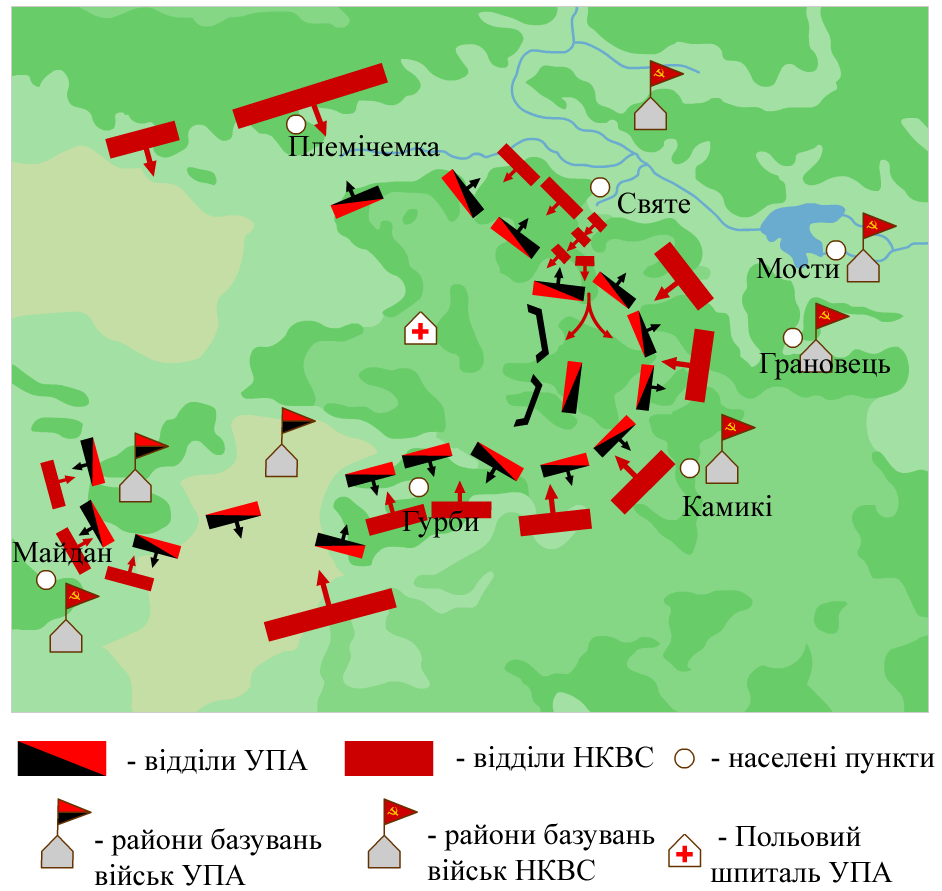
Мапа бойових дій під Гурбами

Одна з найбільших битв УПА з регулярними частинами Червоної армії, НКВС і Смершу відбулася 21-25 квітня 1944 року в Гурбенських лісах Мізоцького району на стику Рівненській, Тернопільській та Кам'янець-Подільської областей. Тут було зосереджено 4-5 тис. солдатів УПА, які належали до військового округу УПА-Південь і повинні були стати основою для розгортання УПА-Схід. Сили противника налічували до 30 тис. солдатів НКВС, підтримуваних артилерією і танками. Згідно доповідній записці від Лаврентія Берії на адресу державного комітету оборони СРСР, за період з 21 по 27 квітня 1944 року відбулася 26 боїв і сутичок між НКВД і націоналістами, в ході яких було знищено 2018 і захоплено в полон 1570 членів ОУН і УПА, власні втрати — 11 убитих і 46 поранених. Також були взяті великі трофеї, серед яких літак У-2, 7 гармат і 15 мінометів. Як показав на допиті політичний референт ВО «Богун» УПА-Північ «Остап», який становив офіційний звіт про бій під Гурбами, йому подали відомості, що власні втрати склали 200 чоловік, а більшовиків — 2000. Між тим, на допиті «Остап» показав, що в результаті бою загинуло багато повстанців і залишки куренів відступили. Розгромити основні сили УПА на півдні Рівненщини та півночі Тернопільщини радянському командуванню не вдалося.
Не звертаючи уваги на масштаби антиповстанських операцій, виглядають менш результативними. Так під даними управління контррозвідки «Смерш» — за квітень і 10 днів травня в ході 545 операцій було вбито 530 учасників ОУН і УПА, оскільки в прифронтовій смузі ОУН і УПА дотримувалося директиву ГШ УПА про глибоку конспірацію.
Вранці 12 травня 1944 загін українських повстанців напав на партизанський загін Антона Одухи в селі Стригани і розраховував захопити партизанський госпіталь і знищити командування партизанів. Зав'язався бій в ході якого упівці були змушені відступити, а після, коли прибуло підкріплення, прилегла територія була зачищена вкрай жорстко. Полонені були розстріляні.
10-го червня 1944 року поблизу села Микулинці у Вінницькій області в бою з чекістами 189-го, 203-го і 209-го батальйонів внутрішніх військ НКВД загинув полковник УПА, організатор і командир групи УПА-Південь — Омелян «Батько» Грабець. У тому бою за даними більшовиків загинули 14 повстанців і двоє потрапили в полон.
За радянськими даними, в результаті проведених оперативних заходів і каральних операцій за першу половину 1944 року органами НКВС знищено 16338, взято в полон 15991 повстанців, з'явилися з повинною 2549 чоловік. Заарештовано 3676 учасників оунівського підпілля та УПА. Крім цього затримано 27361 осіб, що ухилилися від мобілізації. Втрати серед особового складу НКВС склали вбитими: працівники НКВД — 37, офіцерів і бійців військ НКВС та Червоної Армії — 655, пропало безвісти 112 осіб. Станом на 1.7.1944 в прифронтовій смузі (куди входили захоплені Червоною Армією західні області УРСР) було враховано 80 діючих загонів УПА з 6749 учасниками.
19 липня 1944 року було введено текст присяги вояка Української повстанської армії, затверджений УГВР і введений наказом ГВШ.

### Після відходу нацистів (друга половина 1944)

Агентурно-бойова група Станіславського управління МДБ та її офіцер-куратор.

У липні 1944 року, в ході операції по захопленню Західної Україні, радянські війська оточили й розбили під Бродами вісім німецьких дивізій чисельністю близько 60 000 чоловік. Серед них було 10 000 бійців дивізії СС «Галичина». Близько 5-ти тисячам удалося вирватися з оточення, але багато хто був убитий, поранено і захоплено в полон. За підрахунками, 3000 уникли полону, пізніше багато з них приєдналися до повстанців. На момент закінчення Львівсько-Сандомирської операції практично вся Галичина вже була в руках радянських військ. 27 липня Червона армія зайняла Львів, Станіслав і Перемишль, 6 серпня — Дрогобич і Борислав. Тим самим німці втратили майже всю Україну, за винятком гірського хребта і Закарпаття. У той час лише невелика частина УПА перебувала на німецькому боці фронту, в Карпатах.
У серпні 1944 року, після того як війська Червоної армії вступили на територію Угорщини, Румунії та Польщі, активні дії УПА знову поновлюються. Крім засідок на шосейних дорогах, обстрілів машин і вбивств окремих військовослужбовців, нападів на військові склади і диверсії на комунікаціях, дії ОУН-УПА були також направлені на зрив поставок продовольства для Червоної Армії. Зазнавали нападів також і окремі військові підрозділи. Так 18 серпня 1944 на дорозі в районі Підгайців на Тернопільщині потрапив в засідку 1-й батальйон зв'язку 1331 стрілецького полку, який йшов на фронт. Більшість солдатів і офіцерів загинули, врятувалися лише 11 осіб.
Антиповстанські операції продовжилися і влітку 1944. 30 липня 1944 р військовими групами 207 і 208 окремих стрілецьких батальйонів при прочісуванні Дерманського лісу в Рівненській області був виявлений і розгромлений штаб УПА-Північ на чолі з начальником штабу Леонідом Ступницьким. В результаті бою було вбито 70 (в основному керівний склад і їх охорона) і захоплено 73 повстанця. У серпні 1944 р тільки на території Львівської області було проведено 220 військових операцій, в результаті яких було вбито понад 5 тисяч членів ОУН-УПА. під час радянської операції військ НКВД і Четвертого Українського фронту в районі Дрогобича з 18 серпня по 9 вересня були вбиті 1171 і взято в полон 1180 «бандерівців», а також затримані 6000 осіб, які ухилились від мобілізації. У період з 10 січня по 23 лютого 1945 було взято в полон близько 26 000 повстанців, знищено — 11 000.
На осінь 1944 випало остаточне вирішення питання про координаційних діях мельниківських збройних формувань і загонів УПА. Мельниківці дислокувалися в північно-західних районах Волині і в Карпатах, співпрацюючи з підрозділами УНРА і німцями. Відділи ОУН (М) в районах Карпат очолював С. Касьян (Короп), а загальне командування — Іван Кедюлич (Чубчик). При переході фронтів через Карпати зі сторони ГВШ УПА мельниківців надійшла пропозиція про підпорядкування командуванню УПА. З санкції командувача збройними силами ОУН (М) генерала Капустянського таке злиття відбулося, а Івана Кедюлича ввели до складу ГВШ УПА.
З кінця літа 1944 року починають активно формуватися допоміжні загони НКВД (винищувальні батальйони). До листопада було сформовано 203 винищувальних батальйони (27 796 бійців) і 2997 груп сприяння (27 385 членів). До кінця 1944 року в західних областях України налічувалося 212 винищувальних батальйони (23 906 бійців) і 2 336 груп сприяння (24 025 членів).
9 жовтня 1944 року по НКВД і НКДБ СРСР видається наказ «Про заходи боротьби з оунівського підпілля та ліквідації збройних банд ОУН у західних областях СРСР». Відповідно до нього західні області УРСР поділялися на 2 зони відповідальності — Львівської, Станіславської, Дрогобицької і Чернівецької областю займалися наркоми НКВД УРСР Василь Рясний і НКДБ УРСР Сергій Савченко, і начальник прикордонних військ Українського округу Петра Бурмака; Рівненська, Волинська та Тернопільська області були у віданні заступників наркомів Строкача і Данила Єсипенко, і начальника ВВ НКВС Українського округу Михайла Марченкова.
На 9 жовтня 1944 року в Волинській області дислокувалася 9 стрілецька дивізія, 1 ОСБ (окремий стрілецький батальйон) і 1 шабельний ескадрон 18 Кавалеріского полку — загальною чисельністю 5285 чоловік; в Рівненській області дислокувалися 4 стрілецьких бригади загальною чисельністю 8754 чоловік. У Львівській області 2 стрілецькі бригади 18 кавполка без 1 ескадрону і 2 ОСБ — всього 6525 чоловік. У Тарнапольській області 1 стрілецька бригада, 3 ОСБ і 3 стрілецькі роти — всього 3057 чоловік. У Станіславській 2 ОСБ і штабні частини 1 бригади — всього 1328 чоловік. У Чернівецькій — 3 ОСБ 2-х стрілецьких бригад — всього 1355 осіб. Загальна чисельність Внутрішніх військ НКВД в Західних областях України становила 26304 людини. Перша половина 1944 року засвідчила, що цих сил, які були в наявності на Західній Україні, недостатньо для того, щоб придушити національно-визвольний рух. Тому з центральних і східних районів країни надходили додаткові військові контингенти. Для посилення в західні області УРСР наказом від 9 жовтня 1944 направлялися 1 ОСБ (517 осіб), 1 полк конвойних військ (1500 чол) і 1 полк з охорони промислових підприємств (1200 чол.) І 3 бронепоїзда з десантом по 100 чоловік. До Львівської області перекидався 42 прикордонний полк з Туркменії і 27 прикордонний загін з Молдови.
26 жовтня Лаврентій Берія доповідав, що за період з 1 по 15 жовтня було проведено 688 чекістсько-військових операцій, в ході яких вбито 2946 і захоплено 2723 повстанця, заарештовано 42 активних оунівця і керівного складу УПА, з'явилася з повинною 465 людини. Власні втрати склали 39 убитих і 43 поранених.
24 листопада 1944 біля села Красне на Станіславщині в бойовому зіткненні з маневреною групою НКВС був убитий командир округу «Буг» майор УПА Остап Линда (Ярема), колишній командир роти батальону «Нахтігаль».
8 грудня 1944 року в селі Обгів (нині Соснівка) Дубенського району Рівненської області в бою з НКВД загинув начальник штабу УПА-Південь майор Микола Свистун.
23 грудня 1944 був убитий командир округу «Сан» хорунжий УПА Яків Чорний, співучасник замаху на міністра внутрішніх справ Польщі Перацького і колишній командир допоміжної поліції в Перемишлі.
Всього за даними НКВС УРСР за період з лютого по 31 грудня 1944 року в Західній Україні було проведено 6 495 операцій, в яких було знищено 57 405 повстанців, 50 387 захоплено і затримано і 15 990 з'явилася з повинною (дані втрат по всьому націоналістичного підпілля західній України). З УРСР було вислано 4 744 сімей (13 320 осіб) членів УПА і осіб, які допомагали їм. В результаті операцій були захоплені: 1 літак У-2, 1 бронемашина і 1 бронетранспортер, 35 гармат, 323 мінометів, 321 станковий і 2 588 ручних кулеметів, 211 ПТР, 18,6 тисяч рушниць, 4,2 тисячі автоматів та інше озброєння і спорядження серед якого були 135 рацій і 18 друкарень. Втрати радянської сторони за той же період убитими і повішеними — при проведенні операцій і відповідних акцій УПА склали: співробітники НКВД-НКГБ — 221 (37 пропали безвісти або були захоплені), офіцери ВВ НКВС та Червоної Армії — 157 (31), солдати і сержанти 1 880 (402), совпартактиву 904 (127), місцеві жителі — 1 953 (248) і бійців винищувальних батальйонів — 40 (230). Всього було зафіксовано 2 903 «бандпроявів» з боку ОУН-УПА.

### Найбільш відомі бої з УПА з НКВС в 1944 році

#### Битва біля селаЗалізниця(28 квітня 1944)
28 квітня 1944 року 19-а бригада Внутрішніх військ НКВС почала чергову очищення Кременецьких лісів. До кінця дня, не зустрівши ворога, вона досягла річки Случ. Вранці в 5 годині 29 квітня Поради чув постріли з села Залізниця. З'ясувалося, що 18 червоноармійців 70-ї армії потрапили в засідку куреня УПА «Докса» (Семена Котика). Енкаведисти вирішили обійти село. О 6.15 рота НКВС вийшла на околицю села, де була зупинена сильним вогнем УПА. Партизани не тільки затримали НКВД, але незабаром перейшли в контратаку. Поради виявилися в скрутному становищі О 7.40 в якості підкріплення радам прибутку 155 співробітників НКВС на чолі з командиром 19-ї бригади полковником Тимофєєвим. Побачивши це, партизани почали відхід.
НКВС почало переслідування, яке тривало до вечора. На наступний день це було продовжено. Увечері близько 19:30 Совєти досягли села Гронне (нині Гвіздів) і атакували партизанів, дислокованих в селі. За даними НКВС, в нічному бою загинуло багато партизан. Всього упівці мали втратити 225 убитими, 15 пораненими і 106 заарештованими. Велика частина з них, ймовірно, були цивільними особами. Совєти також зазнали важких втрат: 23 людини вбито (в тому числі два офіцера), тридцять поранені (п'ятеро з них офіцери) і двоє пропали без вісті (включаючи офіцера). УПА оцінила втрати радянських військ в 240 чоловік убитими.

#### Бій під Пирятином (19 серпня 1944)
Бій сотні УПА «Сіроманці» і курінем «Галайда» під Пирятином на Львівщині.
Після бою біля Яжевої Гори (16.08.1944) коло Магерова сотня УПА «Сіроманці» під командуванням уродженця Полтавщини Дмитра Карпенка-«Яструба» відійшла на північний схід, до лісу між Пирятином (Жовківський район) і Пристанню (Сокальський район).
В Пирятині «Сіроманці» зустрілися з новоствореними сотнями УПА «Завойовники» (к-р «Марний») та к-ра «Яреми», які, очевидно, увійшли в підпорядкування «Яструба» як новопризначеного командира тактичного відтинка на терені між шосе Львів–Великі Мости і р. Буг.
Магерівський райвідділ НКВД напередодні отримав агентурні відомості про перебування біля Пирятина трьох сотень УПА, які ведуть постійне бойове чергування і мають на озброєнні, крім легкої зброї, також міномети, ПТР і кулемети. Також в Пирятині та на сусідніх присілках базувалися боївка Служби Безпеки з референтом СБ ОУН Равської округи «Гаєм» (Дмитро Думич) та місцевий самооборонний кущовий відділ (СКВ).
Загальна кількість учасників всіх формувань, що брали участь в Пирятинському бою становила приблизно 700 осіб.
19 серпня 1944 на Пирятин почали наступати підрозділи НКВС з Вільки Мазовецької (тепер Волиця), Пристані і Любелі. Перша чота «Сіроманців» зайняла позиції зі сходу, друга і третя — з півночі, біля лісничівки, рій ВПЖ — з північного сходу. Сотня «Яреми» через брак вишколу та погане озброєння участі в бою не брала, із сотні «Марного» був залучений тільки невеликий підрозділ з допоміжними завданнями.
Близько 12 год. розпочався бій з боку Вільки, на позиціях СКВ та другої і третьої чот «Сіроманців», де НКВД поставило проти них дві гармати. Невдовзі бій поширився і на позиції інших підрозділів. Повстанці відбили два наступи з півночі, відтак центр бою перекинувся на позиції першої чоти. Відбивши кілька разів ворога, близько 17 год. її командир Степан Коцкович-«Льонський» повів чоту у контрнаступ. За ним подібно вчинили й інші підрозділи «Сіроманців». Цього не очікували війська НКВД і панічно відступили, а повстанці їх переслідували, повернувшись в село під вечір. Відтак всі відділи перейшли на присілок Владики (тепер частина с. Пирятин). Звідси одні відділи вирушили на південний захід в бік Добросина, а «Сіроманці», на південний схід, до Туринки (Жовківський р-н).
Наказом Воєнної округи 2 «Буг» ч.12 від 11.09.1944 висловлено похвалу за відчайдушність, рішучість і тверезість «сіроманцям», які твердо трималися в бою 19 серпня з трикратно переважаючим ворогом, відбили три наступи і перейшли у протинаступ: ройовим «Вовкові», «Голубові», «Горі», «Грізному», «Крукові», «Марцигелю» (Іван Дусик); «Мурашці», «Підступному», «Сокирі» (Григорій Базарко); старшим стрільцям «Березі», «Бзині», «Бурлаці», «Іскрі», «Левові», «Луговому», «Нетязі», «Плішці», «Прутові», «Шпакові», «Шуцові»; стрільцям «Баранові», «Брюховецькому» (Дмитро Бойко), «Дзвонові», «Зірці» (Адам Краснопера), «Кричевському», «Кулі», «Скорому», «Фірі», «Ярусові» та всім стрільцям з роя ВОП.
За «Хронікою сотні „Сіроманців“», ворог втратив 80 вбитими і 62 пораненими, повстанці — 4 вбитими і 2 раненими. Здобуто трофеї: кулемет «Максим», три кулемети «Дегтярова», кілька автоматів і гвинтівок. Зброю передано новоорганізованій сотні.
Підпільник «Ярема» звітував, що ворожі втрати неможливо точно повідомити, тоді здобуто кулемет «Максима», кілька «Дегтярових», автоматів і гвинтівок. Втрати повстанців — 5 вбитих і 4 поранених. Частина новобранців із сотень «Марного» («Завойовники») і «Яреми», які походили з навколишніх сіл, після бою розійшлися по хатах. Решта цих сотень долучилися до куреня «Галайда», який 22 серпня під Зубейками (Жовківський районн) звів великий оборонний бій із батальйоном 83 полку прикордонних військ НКВС та 50 мотоциклетним полком ЧА, а відтак повернувся в околиці Вільки Мазовецької та Карова.
Краєзнавець і письменник Іван Губка у своїх художньо-документальних творах твердить, що в пирятинському бою загинуло 18 повстанців: 11 з СКВ та 7 з сотні «Сіроманці».
Підрозділи внутрішніх та прикордонних військ НКВД наступного дня знову оточили Пирятин, вважаючи, що в ньому далі перебувають відділи УПА. Нікого не виявивши, вони розпочали терор проти мирного українського населення, спаливши близько 75 дворів в селі та навколишніх присілках, і вбивши шість селян та одного поранивши. За свідченнями місцевого населення, в Пирятині та його присілках було вбито 44 особи. Натомість за радянськими даними в Пирятині 19–20 серпня вбито або затримано 60 повстанців.
За радянськими документами, загалом в операції, проведеній військами з охорони тилу 1-го Українського фронту чисельністю 13 тисяч військовослужбовців у Великомостівському, Магерівському, Немирівському, Рава-Руському і Яворівському районах 18–24 серпня, нібито вбито 929 повстанців, затримано 240 повстанців і 388 призовників, здобуто трофеї: 3 міномети, 4 крупнокаліберні кулемети, 10 ручних кулеметів, 92 автомати, 165 гвинтівок, 1 тачанку, 323 міни до мінометів, 65 гранат, 1 бронетранспортер, 9 возів з військовим майном; підірвано і спалено 4 склади з боєприпасами, в одному з яких зберігалося до 30 тис. патронів і 200 ручних гранат. Допитом ад'ютанта курінного «Ема» встановлено, що в операції «розгромлені» сотні «Галайда», «Методія», «Яреми» і «Яркут» (очевидно, мова про «Беркута»). В населених пунктах Пирятин, Сухоруки і Вілька Мазовецька повстанці викопали окопи і збудувати дзоти, з яких вели вогонь по радянських підрозділах. Власні втрати в операції: 13 вбитими і 8 пораненими. Наскільки втрати повстанців є завищеними, видно з порівняння кількості вбитих та полонених із кількістю здобутих трофеїв. Бронетранспотер, згаданий серед них — очевидно той, який «Сіроманці» захопили в більшовицьких партизанів 16 серпня під Яжевою Горою, а відтак кинули під Магеровом. Згодом він фігурував у всіх зведених відомостях про трофеї радянської влади у боротьбі з українськими повстанцями.

#### Битва підКаровим(29-30 серпня 1944 року)
27 серпня 1944 радянська розвідка дізналася, що в лісі в районі Карів-Піддубці оперує сильне угрупування УПА, чисельністю в 1400 чоловік. Для операції проти повстанців були виділені 3-й батальйон 2-го полку (250 осіб, головнокомандувач майор Корженко), окремі групи солдатів 88-го і 104-го відділів прикордонних військ (всього 450 прикордонників), чотири ескадрони 29-го гвардійського полку. Піхоту підтримували, в тому числі, артилерійська батарея і 82-мм мінометна батарея. На світанку 29 серпня радянські війська оточили ліс, зайнявши вихідні позиції для атаки.
Енкаведистам протистояв курінь «Галайда» під командуванням Дмитра Пелипа що складається з трьох сотень: «Галайда I» (командир Василь Василяшко), «Галайда II» (командир Григорій Шклянка). Незабаром до куреня приєдналася сотня «Крилачі», очолювана Миколою Равликом-«Беркутом». Їх також підтримувала чота СКВ. О 5:30 партизани були попереджені тікаючими з навколишніх сіл жителями, що їх оточують. Це дозволяло їм заздалегідь зайняти оборонні позиції.
29 серпня о 7 ранку почався інтенсивний півторагодинний артобстріл гарматами, мінометами і «Катюшами», який, правда, не завдав втрат повстанцям. Тому противник почав наступ зі сходу, де стояла сотня «Галайда 2». Незабаром напрямок основного удару перенеслося на центр повстанських позицій, які займала сотня «Галайда 1» і місцева кущова чота. Енкаведистам, які наступали з півночі, вдалося відтіснити чоту Олексія Хоміна-«Максима» і змусити до панічної втечі солдатів СКВ. На цю ділянку Василяшко перекинув на допомогу чоту «Добвні», сам особисто стримав і зібрав тікаючих стрільців, та повів їх в контратаку, відкинувши ворога. Упорядкувавши позиції, воїни сотні «Галайда 1» продовжили свій наступ і змусили відступити енкаведистів, які атакували відрізок сотні «Галайда-2». Це дозволило її командиру вивести свій відділ з оточення в східному напрямку.
Близько 19 години вечора з боку Карова енкаведисти отримали підкріплення на 7 автомашинах і вирушили в новий наступ. Цей удар остаточно зламав лінію оборони УПА на ділянці сотні «Беркута», але з настанням сутінків радянські війська зупинили наступ. Скориставшись нагодою, упівці розбилися на невеликі групи і проривалися в режимі «Стелс» через радянські рубежі. Вранці наступ відновилося, але в оточенні залишилися лише невеликі групи упівців, які були ліквідовані. Совєти оцінили втрати УПА в 625 чоловік убитими. У них самих було 32 вбитих і 48 поранених, один солдат зник безвісти. За даними УПА, 10 партизан загинули і 12 були поранені. Два бійця УПА потрапили в полон. Втрати радянських військ оцінювалися приблизно в 300 убитими і близько 200 пораненими.

#### Битва під селомУрмань(17 вересня 1944)
17 вересня 1944 року 187-й батальйон ВВ НКВС (без першої роти) провів операцію на північ від Бережан. Прочісуючи місцевість, 3-я рота натрапила на загін УПА в кількості 60 чоловік і переслідувала його. Досягнувши Урмані, НКВС несподівано атакувало сильне угрупування УПА (за даними Совєтів, налічувало до 800 партизан). 3-я рота з 35 солдатів була швидко оточена, відрізана від решти батальйону. Бій тривав 11 годин, потім з настанням сутінків партизани відійшли до Бережан. Оцінки цього зіткнення різні. За даними НКВС, УПА втратила 300 чоловік, і вони також втратили двадцяти обозів зі зброєю і боєприпасами. Війська НКВД втратив 12 убитими, 18 пораненими і двоє зникли безвісти. Згідно зі звітом УПА, війська НКВС втратили 97 чоловік убитими, було захоплено три гранатомети, а також інша зброя і боєприпаси. Про власні втрати нічого не говориться.

#### Битва підУнівом(30 вересня— 1 жовтня 1944)
Бій між внутрішніми військами НКВД СРСР і силами ВО-3 «Лисоня» УПА-Захід, який відбувся з 30 вересня по 1 жовтня 1944 недалеко від монастиря Унівська лавра. Закінчився тактичною перемогою радянських військ, але знищити основні сили українських повстанців не вдалося.
В кінці вересня 1944 року командування НКВД отримало інформацію про те, що сильний підрозділ УПА дислокується в восьми кілометрах на північний схід від Перемишлян. Для його ліквідації в цей район були відправлені підрозділи 17-ї бригади чисельністю близько 450 осіб під командуванням підполковника С. Г. Бромберга. У зазначеному районі дислокувався курінь УПА під командуванням Дмитра Карпенка-«Яструба». Українська повстанська розвідка в свою чергу також повідомляла про концентрацію радянських військ, але вважалося, що це було просто прочісування села.
Бій відбувся 30 вересня 1944 року, біля монастиря Унівська лавра. З боку УПА бій прийняв курінь «Сіроманців», сотня самооборони Володимира Зобківа-«Коси» і сотня «Довбні». Протистояла українським повстанцям 17 бригада внутрішніх військ НКВД чисельністю до 1500 солдатів. Радянські війська застосували важку зброю, включаючи танки з розвідувальними літаками.
З 9 ранку до 23 години вечора війська НКВС за підтримки гармат, мінометів, танків, провели 22 атаки, які були відображені українськими повстанцями. Бійці УПА кілька разів контратакували. Вночі, незважаючи на оточення, УПА, розділившись на невеликі групи, почала прорив з «котла» в сторону Пнятину. Війська НКВС відправили в погоню за повстанцями групу з 50 осіб за підтримки чотирьох танків. Радянські війська наздогнали партизанів в Пнятині, коли вони зупинилися там на відпочинок. Танки обстріляли позиції УПА, завдавши додаткові сильні втрати повстанцям. За українськими джерелами атаку внутрішніх військ НКВД зупинив Дмитр Карпенко-«Яструб», особисто пошкодивши з протитанкової рушниці один із танків.
За радянськими даними, українські партизани зазнали втрат в 165 убитими і 15 полоненими. У НКВС було 6 убитих і 32 поранених. НКВД захопили два протитанкові гармати, п'ять кулеметів і 31 гвинтівку. УПА визнали втрати ворога в 17 убитих і 25 поранених під Унівом, 7 убитими і 8 пораненими в Пнятині. За їхніми оцінками, у військ НКВС було 170 вбитих і 120 поранених або навіть 303 убитих.

#### Атаки на частиниВійська Польського в СРСР(1944)
У 1944 році українські партизани також нападали на солдатів 1-го Війська Польського, що дислокувалися на Волині з 1 травня по 15 липня 1944 року. Як і у випадку з підрозділами ЧА, були постійні напади на дрібні підрозділи і окремих солдатів. Найбільшого успіху українці досягли 23 червня 1944, коли вони атакували розвідувальну групу 7-го артилерійського полку, що йшла з Цумані на місце постою в Клевань. В засідці загинули чотири польських солдатів — командир 7-го полку підполковник Казимир Кульчицький, підполковник Владислав Добжанський, заступник начальника відділу інформації, лейтенант Юзеф Лозовський і його водій. Один солдат був поранений.

#### Бій підЛещавою-Горішньою(28 жовтня 1944 року)
Найбільший бій УПА проти НКВС на території Польщі. Відбувся 28 жовтня 1944 року в п'ятій годині ранку біля села Лещава-Горішня (Перемишльський повіт, Підкарпатське воєводство) загін військ НКВС чисельністю до 300 бійців був атакований переважаючими силами упівців (до 500 осіб, 70-80 автоматів). Енкаведистам протистояв Чорноліський курінь УПА.
Бій тривав більше 15 годин, причому до радянських частин підійшло підкріплення (до 800 чоловік з броневиками). За даними УПА, війська НКВС втратили 207 чоловік, два броньовики і 13 вантажівок. УПА оцінила свої втрати в 17 убитих (в тому числі сотенний командир «Фома»), вісім поранених, трьох померлих від ран пізнішее. У тій битві брав участь сотник «Хрін» (Степан Стебельський), майбутній організатор замаху на заступника міністра оборони Польщі — генерала Кароля Свєрчевського.

#### Перешкоджання мобілізації українців в РСЧА
Вступивши на територію Заходу України, радянське командування розгорнуло масовий призов до лав Червоної армії. Мобілізаційна політика Кремля в регіоні мала особливий підтекст: поряд з поповненням радянських збройних сил ставилося завдання позбавити такої можливості визвольний рух, тобто підірвати соціальну базу УПА.
Про тотальний характер мобілізації свідчать наступні дані. З початку 1944 до 25 квітня діючу армію поповнило близько 170 тис. жителів Рівненської, Волинської та Тернопільської областей. До 23 вересня в Львівській області було мобілізовано 33 745 українців і 13 701 поляк, Тернопільській — відповідно 105 761 і 30 072, Дрогобицькій — 25004 і 9197, Станіславській — 50784 і 8434, Волинській — 79 472 і 3067, Рівненській — 98 693 і 5262 , Чернівецькій — 59 561 і 2145, а всього 524 898 осіб, у тому числі 453 020 українців і 71 878 поляків.
Радянські мобілізаційні служби в краї зіткнулися з величезними проблемами. Керівництво ОУН і командування УПА наказали своїм пропагандистським відділам і бойовим групам всіляко протидіяти спробам мобілізації. Для цього рекомендувалося фальсифікувати або знищувати призовні листи, бойкотувати отримані виклики до військкомату, а також організовувати військові акції по поверненню мобілізованих. Ще одним із способів протидії мобілізації був заклик людей до партизанської війни незадовго до дня явки до військкомату. За отриманими інструкціями частини УПА часто заходили в села і забороняли людям вступати в Червону Армію на зборах населення.
Бойкот мобілізації в РСЧА дав свої плоди. Наприклад в квітні 1944 року в Рівненській області з 69 110 осіб, що підлягали мобілізації, тільки 2620 з'явилися за повістками у військкомати. Виняток склали міста, в яких більшість викликаних відгукнулося на заклик. До 1 вересня 1944 р мобілізаційні плани 1-го Українського фронту були виконані лише на 56 %.
Партизани здійснювали атаки, спрямовані на те, щоб перешкодити мобілізації:
- Так наприклад в ніч з 6 на 7 березня 1944 року упівці атакували Рівненський військкомат. Будівля згоріла[54].
- 11 серпня 1944 року зі Станіслава до Стрию під охороною чотирьох солдатів Червоної Армії вирушили 405 мобілізованих новобранців. Біля села Віста на Калущині (24 км від Станіславова), конвой був обстріляний із засідки. Скориставшись замішанням, 166 новобранців втекли в ліси[55].
- Всього до 29 серпня 1944 року на Станіславщині сталося аж шість атак на колони новобранців[56].
- 23 серпня 1944 року в районі села Червоне Бережанського району партизани атакували колону з 850 новобранців в супроводі 80 солдатів. Семеро загинули в бою, шість червоноармійців були поранені. Також загинули вісім призовників і 12 були поранені. Упівці за радянськими даними, втратили вісімнадцять чоловік[57].

#### Атаки на УПА на міста в 1944 році
Однією з найважливіших відмінностей української партизанської війни проди радянської влади були напади на великі міста та селища міського типу, так звані райцентри. Вони мали особливе значення. Для проведення такої атаки були потрібні великі сили, не менше кількох сотень людей. Шляхом нападів на штаб районної влади командування УПА за словами українського історика Анатолія Кентія мало намір: «а) змусити радянську владу залишити в райцентрах більше сил і тим самим послабити свою присутність в сільській місцевості; б) створювати перешкоди на шляху зміцнення місцевої влади і паралізувати їх дії проти визвольного руху; в) перервати збір сільськогосподарського контингенту та інші дії сільської влади».
- Так у ніч з 18 на 19 січня 1944 року упівці напали на Острог, в ході атаки вони спалили 12 будівель, в тому числі: будівлі райкому КП(б)У, райвідділ НКВС, клуб, аптеку і школу. Загинули 25 поляків[59].
- У ніч з 23 на 24 лютого 1944 року УПА атакувала Володимирець. Близько 400 націоналістів оточили будівлю НКВС, де сховався радянсько-партійний актив. УПА закликала спочатку кинути зброю, а потім відкрила вогонь. Бій тривав 2,5 години. Совєти втратили чотирьох убитих і сім поранених. Серед загиблих були, серед іншого, командир взводу винищувального батальйону Саміцкій. Після нападу Совєти провели «серію акцій» по виявленню націоналістів. Були заарештовані вісім осіб[60].
- У ніч з 19 на 20 серпня 1944 року УПА атакувала Комарно в Дрогобицькій області. Метою атаки була будівля НКВС. Було взято під контроль поштове відділення, зазнав нападу пункт ВНОС № 03098, будівля РВ НКВС була оточена, з початку її закидали гранатами, а потім з криком «Слава Бандері» штурмували, звільнивши сімнадцять ув'язнених оунівців (25 за іншою версією). Втрати партизанів оцінювалися в шість убитих[61].
- У ніч з 30 на 31 серпня 1944 років дві українські боївки СКВ атакували Єзупіль. Партизани увірвалися в будівлю НКВС, розстріляли трьох офіцерів і їх секретаря, звільнили 7 українських полонених і вилучили архіви НКВС[62].
- В ніч з 8 на 9 грудня 1944 року УПА атакувала вокзал в Снятині. Було підірвано близько ста метрів залізничних колій, розбився вагон, згоріли міст і винокурня. Через два дні, 11 грудня, атака повторилася, але Совєти в цей раз відбили її без втрат[63].

Хоча ці атаки і носили різний характер, іноді обмежувалися знищенням підприємства на околиці міста, іноді населённій пункт просто обстрілювали, але кількість і масштаб атак показують силу українських партизан. Найчастіше зазнавали нападів штаб-квартири НКВС і НКДБ з метою ліквідації співробітників органів держбезпеки і звільнення заарештованих оунівців. Атаки мали велике значення. Вони змусили Совєтів бути постійно пильними і тримати в містах хоча б мінімальні сили, необхідні для оборони. Це послабило дії влади, а з іншого боку підвищило моральний дух партизан і населення.

#### Диверсії УПА на залізницях
У 1944—1945 роках, в порівнянні з німецькою окупацією, було більше нападів УПА на залізниці. Наприклад 3 серпня між станціями Клесів і Страшеве був підірваний військовий поїзд, зійшло з рейок десять вагонів, 8 радянських солдатів були вбиті. Перерва в русі тривалв десять годин. 11 серпня 1944 року біля Кам'янки-Струмилової був підірваний поїзд, в результаті чого було знищено вісім вагонів. У 1944 році УПА підірвала санітарний ешелон в Рівненській області і відвезла в ліс 40 медсестер.
1 травня 1945 року на ділянці Сарни-Клесів партизани підірвали поїзд. Загинули 27 червоних, у тому числі три майора і один полковник. 30 вересня 1945 року з допомогою міни, встановленої УПА, зійшов з рейок бронепоїзд між станціями Клесів і Томашогруд. В той же день, але між Стриєм і Станіславом, партизани пустили під укіс товарняк з пальним. Згоріли вісім цистерн з їх вмістом. Два вагони і два паровоза зійшли з рейок.
Складно судити, скільки цих та інших акцій було справою рук УПА і скільки диверсійних груп створили німці. Проте, частота атак на залізниці не залишає сумнівів в тому, що українські партизани намагалися послабити військовий потенціал СРСР, бачачи шанс на перемогу в продовженні війни.

### Перша половина 1945 року
Втрати понесені УПА в 1944 р, в зіткненні з військами НКВС, змусили керівництво ОУН-б переосмислити тактику. Прекрасно розуміючи, що в бойовому зіткненні з військами НКВД їм успіху не домогтися, на початку лютого 1945 р. в лісовому масиві Тернопільській області відбулася нарада керівництва УПА на якому були присутні Шухевич, Дмитро Грицай (начальник ГВШ УПА), керівник Галицького крайового проводу ОУН Роман Кравчук, референт пропаганди Центрального проводу ОУН П. Дужий, начальник СБ-ОУН Микола Арсенич, організаційний референт УПА Василь Кук. У ході наради було ухвалено рішення перейти до активних дій використовуючи мобільні (дрібні) підрозділу (чота-рій), великі підрозділи частково розформувати і підпорядкувати бойові групи територіальному керівництву.
29 січня 1945 року на Калущині опергрупа НКВС під керівництвом Петра Фурманчака схопила живим колишнього командира УНС Олександра Луцького. Він майже два роки на допитах докладно розповів про історію створення та діяльності УНС, УПА, СБ ОУН. Луцького розстріляли в Києві в листопаді 1946 року.
Згідно з радянськими даними, на кінець лютого 1945 року на території Рівненської області оперувало 40 великих загонів УПА (2608 осіб) і 68 дрібних груп і загонів СБ чисельністю 1115 солдатів, разом — 3169 бійців, у Волинській області — 28 «банд» по 25-150 воїнів (всього близько 1200 осіб).
Після загибель 12 лютого 1945 командира УПА-Північ і провідника ОУН (Б) на ПЗУЗ Дмитра Клячківського («Клима Савура»), провід очолив Микола Козак («Смок»). Даючи в одному зі звітів оцінку положення з підпільними кадрами в Західному краї ОУН на ПЗУЗ, він визнавав, що серед них — тільки 30 % надійних, активних оунівців, а решта — агенти НКВД (50 %) або безідейні, пасивні елементи (20 %). У зв'язку з цим деякі дослідники вважають невипадковим, що протягом січня — серпня 1945 референтура Служби Безпеки ОУН ліквідувала 833 членів ОУН, яких звинувачували у співпраці з органами НКВС і НКДБ.
У зв'язку із закінченням бойових дій на європейській території Другої світової війни, головний командир УПА Роман Шухевич в травні 1945 оприлюднив звернення «Бійці і командири Української повстанської армії!», В якому відзначив внесок воїнів УПА в перемогу над Німеччиною.
Всього за радянськими даними за першу половину 1945 року проти УПА проведено 9238 чекістсько-військових операцій: 2565 в січні, 1448 — У лютому, 1849 — в березні, 1568 — в квітні, 1205 — в травні, 1603 — в червні. Їх результатом стало знищення 34210 учасників визвольного руху, захоплено 46059; з'явилася з повинною 25868 воїнів, всього 106137. Крім того, були заарештовані 5717 «бандпосібників», виселено 5395 сімей «бандитів» (12773 осіб)/
Всього від нападів УПА і збройних членів ОУН (б) і при придушенні збройного опору інших повстанських угрупувань (УНРА і загони Мельника) в 1944 році Червона Армія за радянськими данними зазнала таких втрат: «убитими і повішеними» — 157 офіцерів і 1880 солдатів і сержантів, пораненими — 74 і 1770 відповідно, «зниклими безвісти і відведеними в ліс» — 31 і 402. З початку року по 1 травня 1945 було «вбито або повішено» 33 офіцера і 443 солдата і сержанта, 11 офіцерів і 80 солдатів і сержантів пропало безвісти. В ході операцій НКВС проти УПА за першу половину 1945 року вилучено велику кількість зброї, боєприпасів і військового майна: 6 гармат, 268 станкових і 2024 ручних кулеметів, 125 мінометів, 5 гранатометів, 5 вогнеметів, 74 ПТР, 4968 автоматів, 17030 гвинтівок, револьверів і пістолетів, 30490 гранат, 7385 мін, майже 3 млн патронів, 31 радіостанцію, 7 друкарень.

### Найбільш відомі бої з УПА з НКВС в 1945 році

#### Загибель «Клима Савура»

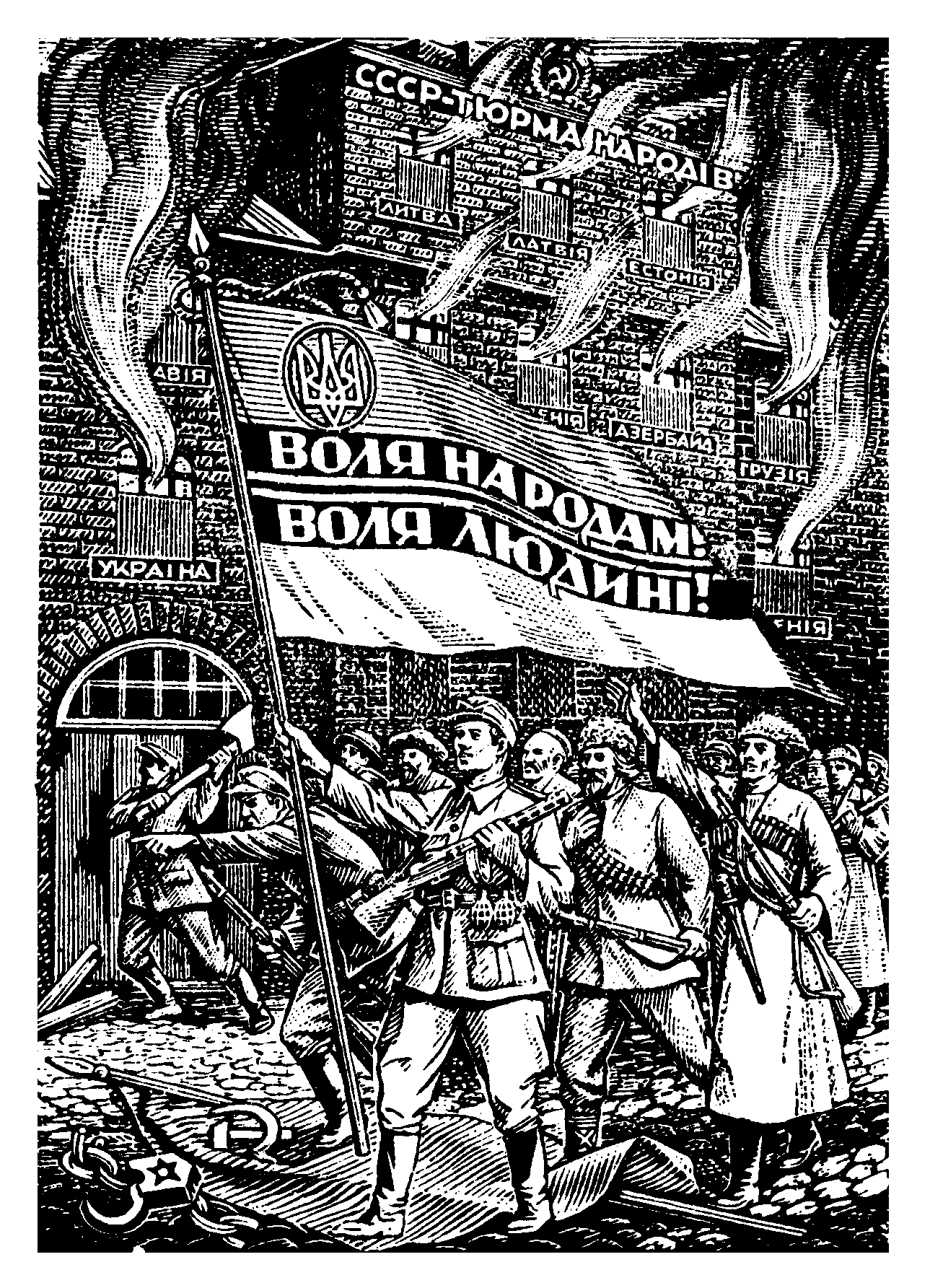
Агітаційний плакат УПА, 1948 р.

26 січня 1945 року в 22 км на південний схід від Каменя-Каширського, у села Яйно, 9-а стрілецька рота 169-го полку НКВС натрапила на загін УПА. В бою загинули 17 партизан. Совєти, за власними даними, втратили тільки одну людину (заступника командира роти). Однак радянський успіх визначався порівнянням взаємних втрат. В ході перестрілки співробітники НКВС затримали на Волині одного з вищих командирів УПА Юрія Стельмащука-«Рудого» (командир ВО «Турів»), який ще й був хворий на тиф.
Подробиці допиту, якого він зазнав, ймовірно, назавжди залишаться в секреті. Факт в тому, що Стельмащук 8 лютого 1945 року в присутності заступника наркома ВС УРСР генерала Тимофія Строкача показав, серед іншого, що 30 листопада 1944 року він зустрічався з командувачем УПА на Волині Дмитром Клячківським (Климом Савуром) в районі Оржівських хуторів Клеванського району на Рівненщині. Як зізнався Стельмащук, на 30 січня 1944 у них з Савуром була обумовлена ще зустріч. За словами Стельмащука, Клячківський днем ховається в лісах, а вночі в будинках помічників повстанців. В 1-1,5 км, як правило, розташовується для прикриття «відділ особливого призначення» під командуванням Василя Павлонюка (Узбека). Описав він і вигляд будинку, де переховувався Савур.
10 лютого 1945 року в район, в центрі якого знаходилися села Оржів, Грабів, Покоси, Суськ, Бровніки було перекинуто велике з'єднання НКВС. Воно складалося з 20-ї і 24-ї бригад внутрішніх військ НКВС. Уже в перший день радянські війська виявили і ліквідували загін «Узбека», який очолював охорону «Клима Савура». 22 партизана були вбиті. Однак самого командувача УПА-Північ знайти не вдалося.
12 лютого 1945 оперативно-військова група Клеванського райвідділу НКДБ і 233-го окремого батальйону ВВ НКВС під командуванням старшого лейтенанта Хабібуліна, проводячи прочісування лісу біля Оржівських хуторів Клеванського району Рівненської області, виявила трьох осіб, це були солдати УПА. Вони відмовилися здатися і відкрили вогонь, а потім почали бігти вглиб лісу. При переслідуванні всі були знищені. Клячківський був смертельно поранений сержантом Бароновим і єфрейтором Соколовим.
Радянські війська втратили одного вбитого. У убитих партизанів знайшли три пістолети-кулемети, два пістолети, револьвер, орден Червоного Прапора. Було упізнано лише тіло Клячківського. В ході операції були вбиті і заарештовані 42 «бандита» і 100 чоловік, які відмовилися мобілізуватися в Радянську армію.

#### Атаки УПА на міста в 1945
31 жовтня 1945 року УПА вирішила атакувати Станіслав. Напад на місто здійснив курінь «Скажені» під командуванням «Різуна» (Василя Андрусяка). Нальоту передував мінометний обстріл центру міста, що викликало паніку. Потім в місто увійшли до 400 повстанців. Групи атакували заздалегідь вказані цілі — відділ НКВС, обком партії, військкомат, аптеки, магазини, склади, квартири партактиву і квартири співробітників держбезпеки. Відступили вони організовано, взявши в полон до півсотні людей (партійців і енкаведистів) і захопивши завидні трофеї.

### Післявоєнний період
Після закінчення Німецько-радянської війни територія УРСР зазнала істотних змін. 29 червня 1945 СРСР і Чехословаччина уклали договір, згідно з яким до складу УРСР увійшла Закарпатська область. 16 серпня 1945 Радянський Союз уклав договір з Польщею, згідно з яким Лемківщина, Холмщина, Надсяння та Підляшшя опинилися в складі Польської Народної Республіки, а Галичина і Волинь були закріплені за Радянським Союзом.
У післявоєнний період більшовицький режим проводив політику насильницької радянізації ново-приєднаних українських територій. З приходом Радянської влади на Волині та в Галичині були відновлені партійні і державні органи влади, знову організовані обласні та районні органи КП (б) У. Західноукраїнські міста почали швидко радянізовувалися за рахунок російського населення. У перші повоєнні десятиліття, в західноукраїнських області переселилися сотні тисяч росіян і східних українців. Ці люди прибували як фахівці народного господарства і як представники адміністративного апарату держави. Радянізація сприяла перетворенню всіх сфер життя за стандартами тоталітарного суспільства. Створювалися комсомольські і піонерські організації, створювалася агентурна мережа та мережа інформаторів.
Одним з перших кроків сталінського режиму стало знищення Української греко-католицької церкви (УГКЦ), яка відігравала важливу роль в суспільно-політичному і національно-культурного життя українців Галичини. Після смерті митрополита Аандрея Шептицького (листопад 1944) з ініціативи органів держбезпеки почалася ліквідація уніатства. Розгорнулася пропагандистська робота з дискредитації УГКЦ як «ворога народу» і «знаряддя українського буржуазного націоналізму».
У 1945 ще в більших масштабах, ніж в попередньому році, здійснювалося виселення сімей «бандитів і бандпосібників». Загальна кількість репресованих становило 7393 сім'ї (17 497 осіб).
За радянськими даними з 1 жовтня до 20 листопада 1945 мобільними загонами і групами військ Прикарпатського військового округу здійснена 31 операція по ліквідації «банд». При цьому було знищено 146, поранено 13 і затримано 969 «бандитів, співучасників, агентури і підозрілих осіб». Втрати мобільних підрозділів — 17 офіцерів, 46 рядових і сержантів убитими, 5 офіцерів і 9 рядових пораненими, ще двоє військовослужбовців потрапили в полон.
В інформаційному документі НКВС УРСР від 16 січня 1946 підбивалися підсумки «боротьби з бандитизмом» в західних областях України від лютого 1944 до 1 січня 1946. За цей період було проведено 39778 чекістсько-військових операцій, вбито 103 313, затримані 110 785 «бандитів», заарештовані 8370 «оунівців» і 15959 «активних повстанців», з'явилося з повинною 50058 чоловік. Крім того, затримані 83284 особи, які ухилялися від призову в Червону армію. Більшість з цих жертв склало цивільне населення, адже операції внутрішніх військ МВС супроводжувалися різноманітними зловживаннями. Навіть з радянських звітів можна дізнатися, що під час операції «були випадки незаконних розстрілів ні в чому не винних громадян, мародерства, пияцтва, недисциплінованості солдатів і офіцерів, і, що ще гірше, з цими злочинами не велася рішуча боротьба».
Взимку 1945—1946 року, як раз напередодні запланованих на 10 лютого 1946 виборів до Верховної Ради СРСР, комуністи вирішили нанести УПА рішучого удару. Була організована операція «Велика Блокада». Вона полягала в тому, що після 10 січня 1946 всю Західну Україну покрили гарнізони солдатів Червоної Армії і НКВС. Їх було сформовано 3,5 тис., і кожен нараховував від 20 до 100 солдатів і офіцерів, добре оснащених автоматичною зброєю. Крім того, були створені численні гончі групи, підтримувані бронетранспортерами, які проводили безперервні облави. «Велика Блокада» тривала до 1 квітня. Вона коштувала повстанцям як мінімум 5 тис. загиблих. Однак розгромити остаточно визвольний рух не вдалося.
17 лютого 1946 року поблизу села Рудники Маневицького району на Волині потрапив в заплановану засідку і був знищений командир бою під Гурбами Петро Олійник (Еней). Після загибелі Дмитра Клячківського він взявся виконувати обов'язки командування військовим округом УПА-Північ.
24 лютого 1946 року рейдова група 215-го стрілецького полку ВВ НКВС в районі Чорного лісу на Станіславщині атакувала групу повстанців з 10 чоловік. Бій був коротким, загін перебили за півгодини. У числі загиблих був командир ТО-22 «Чорний ліс», Василь Андрусяк (Різун).
1 квітня 1946 року у результаті спецоперації був спійманий у Львові живим командир військового округу «Лисоня» Омелян Польовий. Спочатку був засуджений до розстрілу. Згодом вирок змінили до 25 років таборів.
За даними радянської сторони, в квітні-серпні 1946 на території західного регіону України органами МВС і МДБ, внутрішніми і прикордонними військами було проведено 42 175 військово-чекістських операцій, в результаті яких вбито 3277, заарештовано і захоплено в полон 3364 члена ОУН і УПА, вилучено 7225 одиниць зброї. Поряд з цим в 1946 винищувальні батальйони здійснили 16907 операцій проти повстанців і підпільників, в результаті чого вбито понад однієї тисячі і затримані 5410 осіб, пов'язаних з визвольним рухом, захоплено 2902 одиниці зброї.
Всього за радянськими даними в 1946 було зареєстровано 1619 збройних акцій з боку ОУН-УПА, з яких 78 — напади на співробітників МВС і МДБ; на солдатів і офіцерів Радянської Армії — 123; на бійців ВБ — 204.
Досвід «Великої блокади» і літніх місяців 1946 року змусив керівництво українського підпілля усвідомити, що можливості «повстансько-партизанської боротьби» проти переважаючих сил комуністичного режиму вичерпані. У Совєтів були практично необмежені можливості компенсувати втрати. Упівці були позбавлені такої можливості. У липні 1946 року керівництво українського підпілля ухвалило рішення поступово розпустити великі загони УПА і перекласти всю тяжкість подальшої боротьби на боївки ОУН і СБ.
4 жовтня 1946 ЦК КП(б)У прийняв постанову «Про стан боротьби із залишками українсько-німецьких націоналістів у західних областях УРСР». МВС і МДБ, секретарів обкомів і райкомів партії зобов'язували покінчити з недооцінкою в боротьбі із залишками формувань УПА і підпілля ОУН і найближчим часом домогтися їх повної ліквідації. перед командуванням Прикарпатського ВО ставилося завдання створити оперативні групи в тій місцевості, де помічені прояви бойової діяльності повстанців і підпільників, і активізувати боротьбу з ними. Постанова припало на час підготовки виборів до Верховної Ради УРСР.
Так почалася ще одна хвиля тотального наступу на сили визвольного руху з метою їх паралізації на виборах і подальшої ліквідації. З 1 січня по 20 березня 1947 війська і органи МВС і МДБ вчинили 12 268 операцій, в результаті яких ОУН і УПА понесли 966 чоловік убитими і 1478 захопленими в полон. Власні втрати обчислювалися в 355 чоловік. Органи МВС УРСР від 20 по 31 січня 1947 провели спеціальні операції, в ході яких на підставі агентурних розробок завдали ударів по керівних центрах і кадрах визвольного руху. На Волині-Полісся їм вдалося ліквідувати 79 відповідальних працівників ОУН і УПА. Серед убитих шеф СБ-ОУН Микола Арсенич. За оцінками радянської сторони, вжиті заходи привели до того, що в підпіллі ОУН зараз повна розгубленість, втрата зв'язків і управління низовими організаціями. Зазначалося посилення тенденції добровільної здачі повстанців і підпільників органам радянської влади або перехід їх на польську територію.
За січень-березень 1947 радянські джерела відзначили 272 акцій з боку ОУН і УПА. При цьому підкреслювалося, що стан боротьби з українським підпіллям погіршується, в результаті чого посилюється активність і ростуть втрати радянської сторони. ЦК КП (б) У ухвалив 5 квітня 1947 постанову «Про посилення боротьби із залишками банд українсько-німецьких націоналістів у західних областях УРСР». У ній зазначалося на слабке ведення боротьби з загонами УПА і підпіллям ОУН з боку партійних організацій західних областей і МГБ, підкреслювалося, що органи держбезпеки незадовільно готують і проводять військово-чекістські операції, значна частина яких закінчуються безрезультатно. Зверталася увага й на недоліки бойового і політичного підготовки бійців винищувальних батальйонів.
Однією з головних цілей радянських органів держбезпеки був командир УПА-Захід Василь Сидор (Шелест). Його з дружиною 14 квітня 1949 року знайшла опергрупа МДБ під командуванням старшого лейтенанта Литвиненко 14 квітня 1949 року селі Осмолода на Станіславщині. Обох знищили в ході бою.
У період з травня 1945 по 1949 радянська влада оголосила 7 амністій для учасників націоналістичного підпілля. Пропозицією уряду скласти зброю в обмін на повне прощення в травні 1945 року скористалося до 30 тис. повстанців, а всього до грудні 1949 рр. — понад 77 тис. учасників руху Опору. Багатьох з них очікувала жорстока доля — смертна кара, каторга, заслання.

#### Контакти з УПА з іншими антикомуністичними рухами

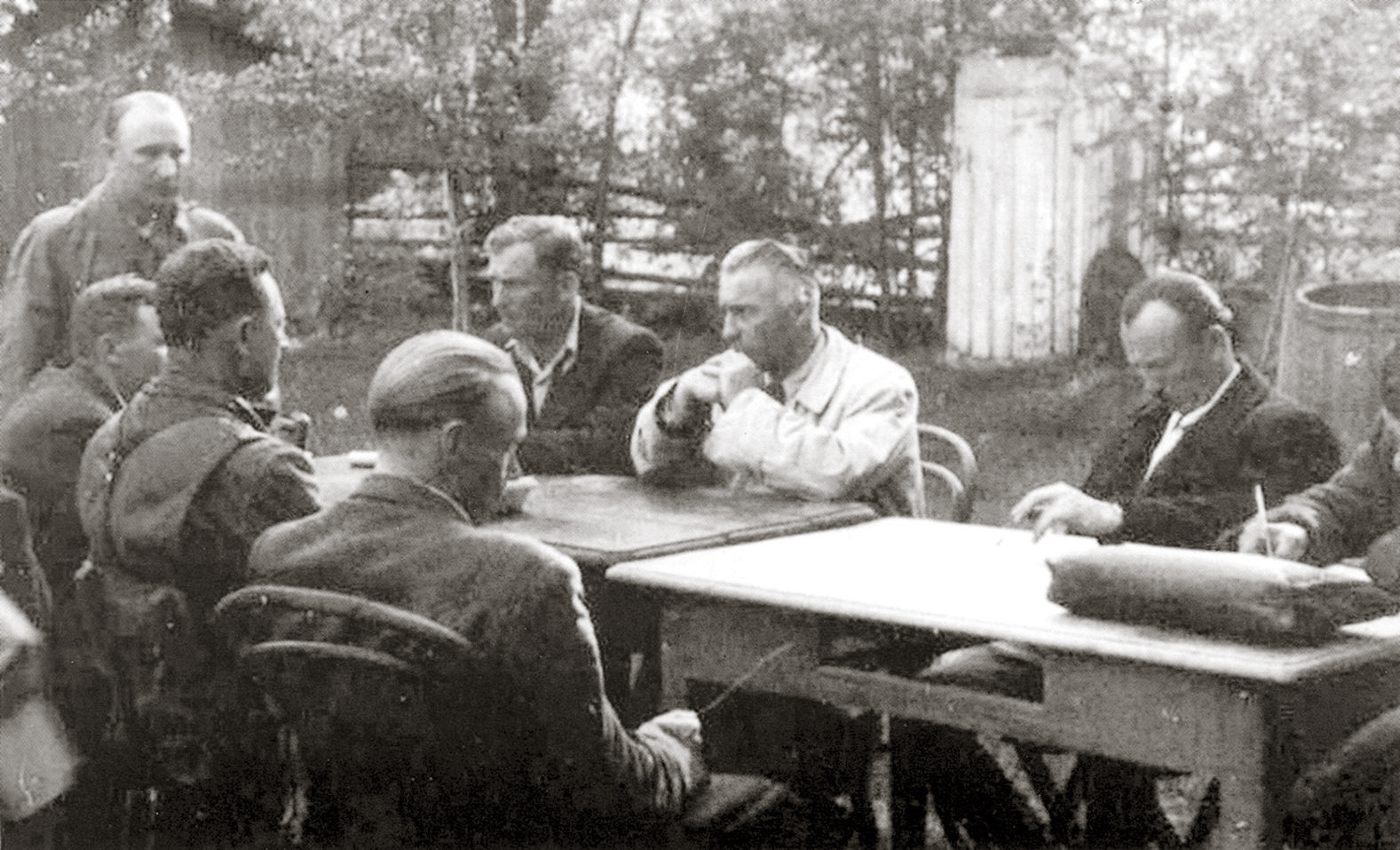
Переговори між українськими і польськими антикомуністичними повстанцями в селі Руда Ружанецька на Люблінщині. 21 травня 1945

З 1945 року УПА активно взаємодіяла з польським антикомуністичним підпіллям. У травні з ініціативи Армії Крайової в березні в Руді-Ружанецькій між нею і УПА були проведені переговори і досягнуті домовленості про спільні дії проти радянських військ. Успішність контактів українського і польського підпілля варіювалася по регіонах. У деяких прикордонних українсько-польських землях вони тривали з 1945 аж до 1948 р. В інших регіонах, співпраця між польськими та українськими націоналістами була менш успішною і фактично обмежувалося нейтралітетом, в інших регіонах загони УПА і АК-WIN проводили спільні дії проти польської міліції та управління безпеки.
Одним з найбільш потужних центрів збройного опору в СРСР в післявоєнний період, поряд із Західною Україною і Польщею були країни Балтії, де активно діяли «Лісові брати». Лідером антирадянської визвольної боротьби виступала Литва, де до 1953 року велося збройний опір радянській владі. ОУН звертали особливу увагу на необхідність встановлення зв'язків з представниками литовського підпілля, обумовлюючи це тим, що окремі члени литовської політичної еміграції ще в 1946 увійшли до складу Антибільшовицького блоку народів (АБН). Перші контакти з литовським антирадянським рухом Опору вдалося налагодити в 1948 році на території південної Білорусі. Тут з групою литовських партизан, яка перейшла на цю територію, зміг вийти на зв'язок Кобринський надрайонний провід ОУН. У зв'язку з цим 15 січня 1949 року керівник проводу ОУН на Північно-західних українських землях (ПЗУЗ) Василь Галаса написав листа керівнику Брестського окружного проводу ОУН, в якому схвалював спроби підпілля ОУН на території білоруського Полісся налагодити контакти з представниками литовського визвольного руху. Від білоруського окружного провідника він вимагав встановити зв'язок з керівництвом литовських націоналістичних організацій, попередньо дізнавшись про їх структуру, програму, тактику антирадянської збройної боротьби і отримавши дані про стан боротьби литовського підпілля проти радянської влади на території Литви.
Для пошуку контактів з представниками балтійських рухів Опору був організований влітку 1950 року рейд українських повстанців на територію Балтії. Учасники групи ОУН (б) взяли з собою як пропагандистський матеріал брошури «Чи ведуть більшовики до комунізму», «Хто такі бандерівці і за що вони борються» Петра Федуна-«Полтави», «Платформа УГВР» і «Універсал УГВР». За свідченням дружини Василя Галаси, учасники групи були настільки перевантажені пропагандистською літературою, що не могли взяти з собою більшої кількості запасів продовольства.

#### Діяльність УПА на теренах Чехословаччини
Перші бандерівці почали проникати на територію Чехословаччини ще в 1945 році. Ця країна їх цікавила, як найкоротший маршрут до американської зони окупації в Австрії і Німеччині. Також їх акції носили пропагандистський характер — роздача листівок, заклики вливатися в загони ОУН-УПА, критика радянської влади. У серпні 1945 року на територію Словаччини з Польщі здійснив рейд курінь УПА під командуванням «Прута» (Павла Вацика). Цілью куреня було звільнення табору з німецькими військовополоненими в Кісаку. УПА сподівалася включити їх до своїх лав, однак через протидію чеської розвідки, рейд закінчився невдало. 10 вересня 1945 року курінь повернувся на територію Польщі.
У листопаді 1945 року УПА відправила на територію Чехословаччини вже кілька загонів (сотні Мирона, Кармелюка, Сокола, Периги, Бровка і Горбового). Повстанці захопили кілька сіл — Збій, Нову Седліцю, Ублю, Улич і так далі. Так чи інакше, уряд послав у ці райони армію — 2500 чоловік, які знову видавили повстанців з країни (6 грудня 1945 року операція закінчилася).
У березні-квітні 1946 року УПА знову організувала великий рейд до Словаччини. На територію країни увійшло три сотні (Мирона, Кармелюка і Біра). Бандерівці захопили кілька десятків сіл у Східній Словаччині. Намагаючись розіграти національну карту, вони закликали словаків воювати за Йозефа Тисо, організовували сільські збори в словацьких селах. Їх планом було вирішено організувати антикомуністичний партизанський рух в Словаччині (створити словацький загін «Врхала»), що, втім, їм не вдалося. Чехословацька армія 18 квітня 1946 року почала операцію «Широкі граблі» і витіснила загони УПА в Польщу. Східний кордон був посилений додатковими армійськими з'єднаннями і обладнаний вогневими точками.
Влітку 1947 року на територію Чехословаччини вторглися відразу три сотні ОУН-УПА. У відповідь чехословацька армія під командуванням генерала Юліуша Носко приступила до виконання операції «Б». У чехословаків не було досвіду контр-партизанської війни, їх частини були погано озброєні, недокомплект складав 25-35 %, реальним бойовим досвідом володіли тільки 12 % солдатів. Чехи несли величезні втрати, але Носко вніс тактичні зміни в план операції. Тепер армійські підрозділи, забезпечені раціями, ділилися на оперативні групи і розходилися по лісах і горах. Коли надходило повідомлення про виявлення загонів УПА в тому чи іншому районі, всі підрозділи стягувалися туди для їх знищення. Завдяки таким діям була оточена, знищена і частково полонена одна з трьох сотень УПА під командуванням Бурлаки (Володимира Щигельського).
З двох інших сотень (Михайла Дуди та Романа Гробельського) більш-менш цілою до Німеччини дісталася тільки одна (сотня Дуди). Гробельський був полонений чехами, а Дуда в 1950 року здійснив самогубство, коли був покинутий на парашуті англійською розвідкою в Івано-Франківську область і потрапив в оточення. За даними чехословацького міністерства внутрішніх справ, в результаті операції «Акція Б» було вбито 59 бандерівців, взято в полон і поранено 39, взято в полон 217 осіб, добровільно здався 29 осіб. З чехословацької сторони загинуло 24 солдати і співробітника держбезпеки. До американської зони окупації дісталося лише 1/5 первісного складу — 97 осіб.

### УПА на теренах Польщі
ОУН розглядала південно-східні землі Польщі, де жили сотні тисяч українців, як невід'ємну частину Української держави. Взимку 1943—1944 років польське підпілля, головним чином Армія Крайова, освоює ці території. Усіх свідомих українських патріотів польські бойовики знищували фізично, вбиваючи при цьому їх дружин і дітей, а від решти українського населення вимагали заяв про лояльність і підтримку польського повстанського руху. Навесні-влітку 1944 року на Люблінщину увійшли кілька куренів УПА з Волині і Східної Галичини. Часто пишуть, що їх основною метою був захист українського населення. Однак, швидше за все, ОУН-Б і УПА, знаючи про передумови акції «Буря», також прагнули ліквідувати польське партизанський рух.
Ще в січні 1944 року українське підпілля заснувало тут свої структури, створивши в східних воєводствах Польщі (Підкарпатське, Люблінське) VI військовий округ УПА «Сян», підлеглий угрупованню УПА-Захід на чолі з Василем Сидором-«Шелестом». Українське підпілля в Польщі очолювали: Ярослав Старух-«Стяг» — провідник ОУН на Закерзонні, першим командиром ВО-6 «Сян» був хорунжий «Мушка» (Яків Чорній), після його загибелі в бою з військами НКВД у грудні 1944 року, командиром став майор Мирослав Онишкевич-«Орест», Петро Федорів-«Дальнич» — керівник Служби безпеки ОУН в Польщі і Василь Галаса-«Орлан» — відповідав за агітаційну діяльність. Найбільш відомими керівниками УПА на Закерзонні були «Рен» (Мартін Мізерний), «Бродич» (Роман Гробельский), «Хрін» (Степан Стебельський), «Бурлака» (Володимир Щигельський). Не дивлячись на свою нечисленність, українські партизани діяли дуже активно і рішуче.
Завданням відділів УПА був захист місцевого українського населення від примусової депортації в СРСР. З метою не допустити «деукраїнізації» споконвічної української етнічної території загони УПА нападали на переселенські комісії польських військових, вели боротьбу проти шовіністичних елементів, які тероризували українське населення, спалювали села, з яких були виселені українці й в які заселили поляків. Особливо активно УПА стала діяти з осені 1945 року. 9 вересня 1945 року командування УПА віддало своїм підрозділам наказ виступити проти операції виселення. Польська міліція та органи безпеки у відповідь часто вдавалися до репресій проти мирного українського населення. Потім було вирішено інтенсифікувати процес переселення українців до СРСР. На територію УРСР було вивезено близько 500 000 українців. УПА всілякими засобами чинить опір ґвалтівникам. Її дії були спрямовані на знищення і пошкодження шляхів сполучення — підрив мостів, залізничних колій, залізничних станцій і ліквідації переселенських комісій. Всього з липня 1945 до березня 1946 року оунівці провели в Східній Польщі понад 50 диверсій і терактів, спрямованих на зрив переселення українців до СРСР.
Особливу увагу заслуговують бої за місто Бірча, упівці на чолі з командиром «Реном» тричі там атакували гарнізон Війська Польського, і тільки остання атака в січні 1946 року була невдалою.
Слід зазначити, що до початку 1947 року всі найбільш боєздатні сили армії і військ безпеки народної Польщі були задіяні в боротьбі проти польського збройного націоналістичного підпілля, яке було підпорядковане емігрантському уряду в Лондоні. На боротьбу з УПА сил явно не вистачало. На Закерзонні діяли кілька озброєних організацій польського антикомуністичного підпілля, які орієнтувалися на лондонський уряд. Головною збройною силою була Армія Крайова (АК), яка в 1945 році була перейменована У «Воля і Незалежність» (ВіН). АК була формально розпущена 19 січня 1945 року наказом її головнокомандувача Леопольда Окулицького («Ведмедика»). Однак були збережені склади зі зброєю і законспірована мережа бійців. Як вже було сказано вище, 1945 року ВіН спробувала домовитися з УПА про спільну боротьбу проти коммуністів. Однак на Закерзонні ще більш екстремістські організації, наприклад «Національні збройні сили» (НЗС). Всіх їх об'єднувало негативне, шовіністичне ставлення до українців. Вони бачили лише одне рішення «українського питання» — етнічну чистку. У червні 1945 року «НЗС» вирізали українське село Верховину, убивши 194 жителя, в тому числі жінок і дітей.
До остаточної ліквідації УПА на своїй території польська влада приступила в квітні 1947 року, створивши для цього оперативну групу «Вісла», яка складалася з п'яти армійських піхотних дивізій (3-я, 6-а, 7-а, 8-а, 9-а піхотні дивізії війська Польського), 1-й дивізії Корпусу внутрішньої безпеки та двох окремих полків (5-го саперного і 1-го автомобільного). Загальна чисельність задіяного особового складу налічувала до 20 тис. солдатів і офіцерів. Загальне керівництво було покладено на заступника начальника Генерального штабу війська Польського генерала Стефана Моссора.
Восени 1947 року після депортації 160 тис. українців з південно-східних воєводств Польщі діяльність УПА на Закерзонні стала безперспективною. У результаті незначна частина групи «Сян» пробилася через територію Чехословаччини в Західну Німеччину, інші осередки УПА розбили польські війська.

#### Контакти УПА зі спецслужбами країн Заходу
Після березневої промові прем'єр-міністра Великої Британії Вінстона Черчилля 1946, яка проголосила початок Холодної війни, ОУН, як і інші антирадянські визвольні організації східної Європи, потрапили в поле зору спецслужб Великої Британії і США. Особливо активними були в цих контактах прихильники ОУН-Б. Сподіваючись на розкол в антигітлерівської коаліції і близьку війну між США і Англією, з одного боку, і Радянським Союзом — з іншого, вони всерйоз розраховували, що Третя світова принесе Україні свободу і незалежність.
До 1947 року близько 250 тисяч українців опинилися в таборах для переміщених осіб в західних окупаційних зонах в Німеччині, Австрії та Італії. Багато з цих людей були членами ОУН або симпатизували їй. Після 1947 року бійці УПА почали проникати в американську окупаційну зону через Чехословаччину. Табори для переміщених осіб стали місцем поширення ідей українських націоналістів, а Степан Бандера поставив завдання встановлення контролю над українськими емігрантськими колами.
Одна з ряду секретних операцій ЦРУ проти СРСР, що проводилася у співпраці зі спецслужбами Великої Британії, Італії та ФРН, носила назву «Аеродинаміка». Її суть зводилася до того, що ЦРУ забезпечувало фінансування і навчання воїнів УПА,
надавали тренувальні бази та інструкторів, а згодом закидало (десантування) повстанців на радянську територію. Там їм пропонувалося збирати найрізноманітнішу розвідувальну інформацію: дані про військові та промислові об'єкти, про дислокацію військових частин, їх назви, озброєння, оснащення, розташування аеродромів, довжину злітних смуг, типи літаків і їх кількість, точне місцезнаходження партійних і адміністративних будівель, розташування залізничних станцій, транспорт, настрій в армії і в народі, а також вербування в підпілля ОУН нових членів.
Операція в цілому провалилася. Більшість десантників знищили або схопили, якусь частину з них вдавалося перевербувати радянськими спецслужбами, і вже незабаром вони починали виходити в ефір, забезпечуючи західні спецслужби дезінформацією. Наприклад, після того як співробітники держбезпеки якого в червні 1951 справили захоплення групи парашутистів на чолі з членом ОУН (б) і кумом Бандери — Мироном Матвієйко, вони в наступні тижні і місяці «зустріли» ще 9 груп оунівців, при захопленні яких 18 осіб були знищені, а 26 потрапили в полон. При цьому п'ятеро з полонених виявили готовність співпрацювати з МДБ. І через деякий час радисти на чолі з Матвієйко почали постачати Захід радіограмами з дезінформацією. Згодом вони займалися цим протягом ще 10 років.
17 березня 1951 року УПА звернулася із закликом до уряду США надати допомогу українським повстанцям в боротьбі проти СРСР.
У січні 2017 року ЦРУ розсекретило велика кількість матеріалів, що стосуються відносин ЦРУ з українськими націоналістами. Американські розвідники встановили зв'язок з керівництвом Організації українських націоналістів (ОУН) відразу ж після війни, у другій половині 40-х років; і зв'язок цей перервався тільки на початку 90-х, з розпадом Радянського Союзу. Один з найбільш ранніх документів датований квітнем 1947 року. У звіті про терористичні акти, скоєні на території України зазначено, що у Львові підірвана електростанція, а в Корсунь-Шевченківському районі — гідроелектростанція. Повідомляється про велику кількість жертв серед мирного населення.

### Остаточне придушення національно-визвольного руху
Втрати, які українське підпілля понесло в другій половині 1940-их років, складно було компенсувати. З початком 1950-х років подальшу боротьбу вели лише глибоко законспіровані збройні боївки ОУН. Боротьба з ними все частіше перетворювалася в «раптові випади». Під час переходів партизани вдавали себе за місцевих селян, мали з собою різні господарські знаряддя — сокири, пилки або вудки. Свої сліди вони поливали гасом, посипали тютюном або перцем, пересувалися по дну річок і струмків, або виходили на дороги, де панував жвавий рух, — все це, щоб обдурити погоню, яка вела пошуки з використанням собак. Активність підпілля впала, але це зовсім не заважало йому здійснювати час від часу точно неймовірні операції. Зухвала акція, наприклад була організована 10 липня 1951 року у Надвірній. Близько 23-ї години партизани увірвалися в місцевий госпіталь, вбили двох охоронців МДБ, які стежили за пораненою активісткою ОУН, забрали жінку і втекли.
У березні 1950 році був знищений головнокомандувач УПА Роман Шухевич. 3 березня 1950 року була заарештована зв'язкова Дарія Гусяк (псевдонім «Дарка», «Нуся»). За допомогою внутрішньокамерного впровадження агента МДБ «Рози» вдалося дізнатися точну адресу, за якою знаходилася інша помічниця Шухевича. 5 березня співробітники МДБ на чолі з Павлом Судоплатовим встановили, що Шухевич знаходиться в приміщенні кооперативної крамниці в селі Білогорща під Львовом. Як пише в своїх мемуарах Павло Судоплатов, генерал МДБ «Дроздов зажадав від Шухевича скласти зброю — в цьому випадку йому гарантували життя. У відповідь прозвучала автоматна черга. Шухевич, намагаючись прорвати кільце оточення, кинув з укриття дві ручні гранати. Зав'язалася перестрілка, в результаті якої Шухевич був убитий».
На рубежі 1950—1951 рр. МДБ розшукало в Демидівському районі Рівненщини командира УПА-Північ Івана Литвинчука-«Дубового», який в Польщі вважається одним із головних ініціаторів перших антипольських акцій. Оточений в бункері, він підірвав себе.
У 1952 році МДБ Хмельницької області ліквідувало дві партизанські групи ОУН в Київській області і три — в Вінницькій. Варто відзначити, що Радам вдалося створити в цій області фіктивний провід ОУН під керівництвом агента «N-26», проти членів підпілля він виступав під псевдонімом «Скоб». Згодом «N-26» зіграв важливу роль в ліквідації ЦП ОУН.
У липні 1953 року чекісти взяли в полон останнього командира УПА-Північ — Василя Галасу (Орлана). Для його упіймання була навіть створена спецгрупа МДБ «Захід» і розроблена окрема операція. Галасу взяли за допомогою снодійного. Він активно співпрацював зі слідством, його засудили на 10 років в'язниці в Житомирі.
Після смерті Шухевича командування силами підпілля прийняв полковник Василь Кук-«Леміш». Його заарештували разом з дружиною 24 травня 1954. Ця дата означала кінець існування українського підпілля як організованої структури. Однак і далі тривали пошуки окремих груп і осіб, які намагалися вижити в украй несприятливих обставин. Поступово їх виловлювало або винищувало КДБ.
Станом на 17 березня 1955 року в Західних областях УРСР залишалося в цілому 11 дрібних груп УПА, загальною чисельністю в 32 людини, 17 підпільників-одинаків, а також 50 нелегалів. Хоча така кількість повстанців вже було не в змозі адекватно реагувати на репресивні заходи радянської влади, проте в 1955—1956 роках вони здійснили 35 акцій, в тому числі 10 вбивств і 15 замахів.
У липні 1955 року в селі Сушки після 10-годинного бою було знищено останню боївку ОУН на Житомирщині, що складалася з двох підпільників. Останню активну групу ОУН, яка складалася з трьох осіб, КДБ фізично ліквідувало в квітні 1960 року у Тернопільській області.
За офіційними даними, підготовленими в радянські часи, підпілля ОУН-Б і УПА в 1944—1956 роках вчинила 14 424 збройних нападів. В результаті цих дій радянські солдати втратили 30 676 убитих, в тому числі 8340 співробітників органів внутрішніх справ, військовослужбовців внутрішніх і прикордонних військ, Червоної Армії і бійців винищувальних батальйонів. Більш 15 000 убитих становили цивільні особи — чиновники, селяни і колгоспники. У лютому 1990 року КДБ УРСР оприлюднило ці дані, і з тих пір вони прийняті в якості офіційних. Тим часом, самі співробітники спецслужб неодноразово відзначали, що цифри з вказаною вище довідки ні в якій мірі не можуть вважатися остаточними. По-перше, в неї не були включені червоноармійці-жертви оунівців початкового періоду Німецько-радянської війни. По-друге, не були враховані загиблі від рук ОУН-УПА радянські партизани. По-третє, відомості про загиблих надходили до органів влади вкрай нерегулярно, особливо в перші роки після відновлення радянського режиму на території західних областей УРСР, і тому облік вівся лише епізодично по окремим районам. І, нарешті, навіть існуючий облік неодноразово порушувався через постійні реорганізації як самих органів правопорядку і держбезпеки, так і відповідальних за протидію визвольному руху відповідних управлінь. Наприклад, в одній довідці зазначено, що найбільші втрати радянської сторони припали на 1945 рік і склали всього 3.451 чоловік. А в довідці МВС УРСР від 28 травня 1946, підготовленої міністром внутрішніх справ УРСР Тимофієм Строкачем для ЦК КП (б) У, зазначено, що втрати радянської сторони за той же, 1945, рік склали 1.072 людини при проведенні операцій проти УПА і 7.395 чоловік в результаті «бандпроявів».
З іншого боку, внаслідок репресій, здійснюваних спецслужбами для подолання УПА, були вбиті, арештовані або депортовані від 445 до 500 000 жителів західних областей України. Кількість одних лише убитих досягла більше 155 тис. повстанців, а депортованих — 203 662. Отже, радянські репресії, супроводжуючи боротьбу з підпіллям, торкнулися кожного десятого жителя Західної України.
В боях з УПА в 1944-45 роках, НКВС взяло в полон понад 300 німецьких військовослужбовців (переважно офіцерів абверу і гестапо), які за збігом обставин залишилися в повстанському середовищі. У підпіллі ОУН і УПА, до речі, німці діяли до кінця січня 1947 коли СБ ОУН цілеспрямовано їх ліквідувала, щоб не компрометувати рух перед Заходом.
У жовтні 1956 в Угорщині спалахнуло повстання проти місцевого комуністичного режиму. З колишніх членів УПА в еміграції було створено кілька добробатів, які вирушили до Будапешта і взяли участь в боях проти радянських окупаційних військ. Вони обороняли мости через Дунай, які об'єднують дві частини угорської столиці — Буду і Пешт. Більшість з них загинуло.
Самого лідера ОУН-Б, Степана Бандеру в жовтні 1959 року в Мюнхені за наказом Микити Хрущова вбив кілер КДБ Богдан Сташинський. Після звільнення в 1944 році з німецького концтабору Бандера керував оунівським рухом у еміграції. Тим часом, коли частина його соратників після війни (Лев Ребет, Микола Лебідь) — спершу із суто кон'юнктурних причин — почали дозрівати до сприйняття ліволіберальних європейських цінностей і фактично розкололи вже бандерівську фракцію ОУН, Бандера до кінця життя залишався інтегральним націоналістом.